# دم‌زنی

پویانمایی دم‌زنی یک میگووار.

دُم‌زنی (به انگلیسی: tail-flipping) یا واکنش فرار میگووارها (به انگلیسی: caridoid escape reaction) نوعی سازوکار ذاتی فرار در سخت‌پوستانی چون میگو، شاه‌میگو، کریل و خارچنگ است.
میگووارها با دیدن آبزیان شکارچی با انقباض سریع شکم خود تکان‌های ناگهانی خورده و به سرعت رو به عقب می‌روند تا از صحنه پرخطر خارج شوند.
دم‌زنی رفتاری پیچیده است که زمان و مکان آن از طریق تعامل چندین یاخته عصبی با هم تعیین شده و به اجرا در می‌آید.